# Cratogeomys fulvescens
Cratogeomys fulvescens är en gnagare i familjen kindpåsråttor och släktet Cratogeomys som förekommer i Mexiko. Populationen listades tidigare som underart till Cratogeomys merriami men sedan mitten av 2000-talet har den behandlats som art.

## Utseende och anatomi

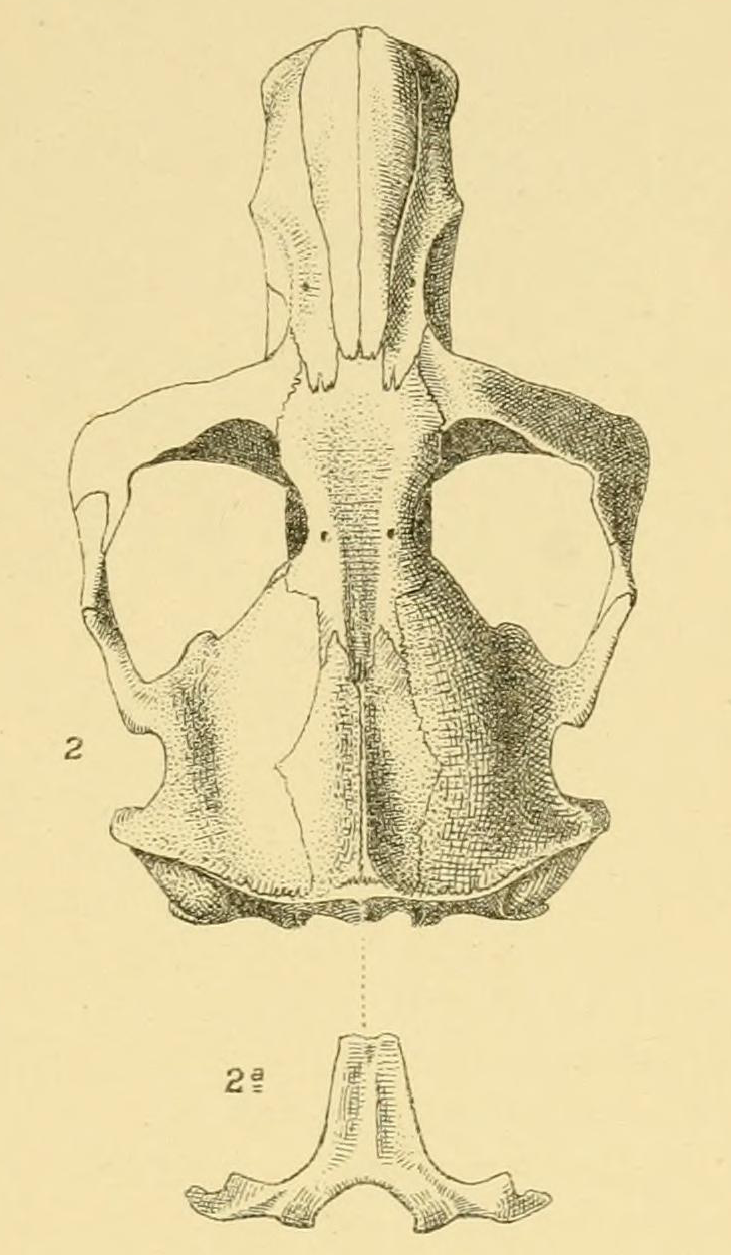
Skalle av C. fulvescens.

Gnagaren blir med svans 290 till 350 mm lång, svanslängden är 94 till 112 mm och vikten varierar mellan 250 och 550 g. Arten har 36 till 39 mm långa bakfötter och 6 till 8 mm stora öron. Hannar kan vara upp till 200 g tyngre än honor. På ovansidan har pälsen en gulbrun färg med flera svarta hårspetsar vad som ger djuret ett prickigt utseende. Undersidan är täckt av ljusare päls i samma färg. På framsidan av de övre framtänderna finns en ränna. Cratogeomys fulvescens skiljer sig i avvikande detaljer av skallen och i sina genetiska egenskaper från nära besläktade kindpåsråttor.

## Utbredning
Arten förekommer på en högplatå i centrala Mexiko öster om Mexico City. Den når även sluttningarna av vulkanen Matlalcueitl. Utbredningsområdet ligger 2300 till 2700 meter över havet. 

## Ekologi
Habitatet utgörs av gräsmarker som liknar halvöknar och av blandskogar med ekar och granar. Gnagaren besöker även jordbruksmark. Typiska växter i gräsmarkerna är Distichlis spicata, fetmållor och arter av släktet Bouteloua samt olika kaktusar.
Dräktiga honor hittades mellan december och februari.

## Status och hot
Det är inte helt utrett hur jordbruket påverkar beståndet. IUCN listar arten som livskraftig (LC).